# Hudiksvalls IF
Hudiksvalls IF är en idrottsförening från Hudiksvall i Hälsingland/Gävleborgs län, bildad 9 mars 1909. Föreningen är främst känd för sina många framgångar inom längdskidåkning men utövar även bordtennis och orientering, tidigare har även föreningen haft en framgångsrik fotbollssektion.

## Längdskidåkning
Skidsektionen förfogar över ett eget skidstadion i form av Skidstadion i Hudiksvall (Öster). Hudiksvalls IF är en av landets främsta föreningar med väldigt många hemförda SM-guld, OS- och VM-guld genom särskilt Lind, Richardsson och Södergren samt vasaloppssegrar genom Brink.

### Välmeriterade skidlöpare
- Jörgen Brink (vasaloppssegrare 2010, 2011 och 2012, trefaldig VM-medaljör)
- Peter Larsson (sex världscupsegrar)
- Björn Lind (dubbel olympisk mästere 2006)
- Daniel Richardsson (dubbel olympisk mästare i stafett, flerfaldig VM-medaljör och svensk mästare)
- Evelina Settlin (landslagsåkerska med pallplatser i världscupen)
- Anders Södergren (olympisk mästare i stafett, flerfaldig VM-medaljör, trefaldig världscupsegrare, 24 (!) SM-guld)

## Fotboll
Föreningen hade ett herrlag i seriespel 1919-1971 och 1975-2002, med undantag för 1985-1989 då laget var sammanslaget med Iggesunds IK i Iggesund/HIF. Som bäst nådde HIF gamla division III, motsvarande dagens division I, under åtta säsonger (1940/1941-1945/1946 och 1983-1984). Laget spelade på Glysisvallen.